# Tortus curilensis
Tortus curilensis är en djurart som tillhör fylumet slemmaskar, och som beskrevs av Korotkevich 1971. Tortus curilensis ingår i släktet Tortus och familjen Emplectonematidae. Inga underarter finns listade i Catalogue of Life.